# Anolis scriptus
Espèce
Synonymes
- Ctenonotus scriptus (Garman, 1887)
- Ctenonotus scriptus scriptus (Garman, 1887)
- Anolis leucophaeus Garman, 1888
- Ctenonotus scriptus leucophaeus (Garman, 1888)
- Anolis albipalpebralis Barbour, 1916
- Anolis leucophaeus mariguanae Cochran, 1931
- Ctenonotus scriptus mariguanae (Cochran, 1931)
- Anolis leucophaeus sularum Barbour & Shreve, 1935
- Ctenonotus scriptus sularum (Barbour & Shreve, 1935)

Anolis scriptus est une espèce de sauriens de la famille des Dactyloidae. 

## Répartition
Cette espèce est endémique des Antilles. Elle se rencontre aux Bahamas et aux îles Turques-et-Caïques.

## Description
Les mâles mesurent jusqu'à 76 mm et les femelles jusqu'à 64 mm.

## Liste des sous-espèces
Selon The Reptile Database (12 avril 2013) :
- Anolis scriptus leucophaeus Garman, 1888 d'Inagua
- Anolis scriptus mariguanae Cochran, 1931 de Mayaguana  et Booby Cay
- Anolis scriptus scriptus Garman, 1887 des îles Turques-et-Caïques
- Anolis scriptus sularum Barbour & Shreve, 1935 de Samana Cay

## Publications originales
- Barbour & Shreve, 1935 : Concerning some Bahamian reptiles, with notes on the fauna. Proceedings of the Boston Society of Natural History, vol. 40, p. 347-365 (texte intégral).
- Cochran, 1931 : New Bahaman Reptiles. Journal of the Washington Academy of Sciences, vol. 21, no 15, p. 39-41 (texte intégral).
- Garman, 1887 : On West Indian reptiles. Scincidae. Bulletin of the Essex Institute, vol. 19, p. 51-53 (texte intégral).
- Garman, 1888 : Reptiles and batrachians from the Caymans and from the Bahamas Collected by Prof. C. J. Maynard for the Museum of Comparative Zoology at Cambridge. Massachusetts Bulletin of the Essex Institute, vol. 20, p. 101-113 (texte intégral).